# 猫能言
猫能言，是中国传说会说话的猫，记载于《夜谭随录》在《清稗類鈔》也有记载一通靈老貓,能為人語,说「貓無有不能言者,但犯忌,故不敢耳。若牝貓,則未有能言者。」貓對云:「我能言,何關汝事!」另外新聞報導前蘇聯也有一隻貓會說人話,和中國安徽也有一隻猴子會說人話。

## 记载
《清稗類鈔》貓曰:「貓無有不能言者,但犯忌,故不敢耳。若牝貓,則未有能言者。」因再縛牡貓撻之,果亦作人言求免,其家人始信而縱之。光、宣間,通州郭季庭家居,聞州人某畜一通靈老貓,能為人語,初不信,試往覘之。甫至門,即聞貓呼曰:「郭季庭,不信貓能作人語乎?
《夜譚隨錄》言者之艙也大騷轉而之求其故貓日無有不察貓端能言者倡把思故今皇脆于口耐不及舌悔肥小何及若牡貓果有能言者其家不之信合再一日 痛自戀責乃人也每以言取. 三十菲力至出蘭君日以言遭楚辅應自将然猶以卿不及石我不得不言况汝耶于是亦作人言求免其家短信而縱
《耳食錄》二編：自夏徂秋,亦殊不言去。歲時修脯,悉卻不受,曰:「但求吃飯處,奚以金為? ... 貓言某友言:某公夜將寢,聞窗外偶語,潛起窺之。時星月如晝,闃不見人,乃其家貓與鄰貓言耳。鄰貓曰:「西家 ... 貓應曰:「貓誠能言,然天下之貓皆能言也,庸獨我乎?公既惡之,貓請勿言。
《续墨客挥犀》原文:鄱阳龚纪，应进士举，其家众妖竞作，召女巫使治之。有一猫正卧炉侧，家人指谓巫曰：“吾家百物皆为异，不为异者，独此猫耳。”于是，猫亦人立，拱手而言曰：“不敢。”巫大骇，驰去。数日，捷音至，知妖异未必尽为祸也。

## 参看
中国妖怪列表